# Mykwa w Makowie Mazowieckim

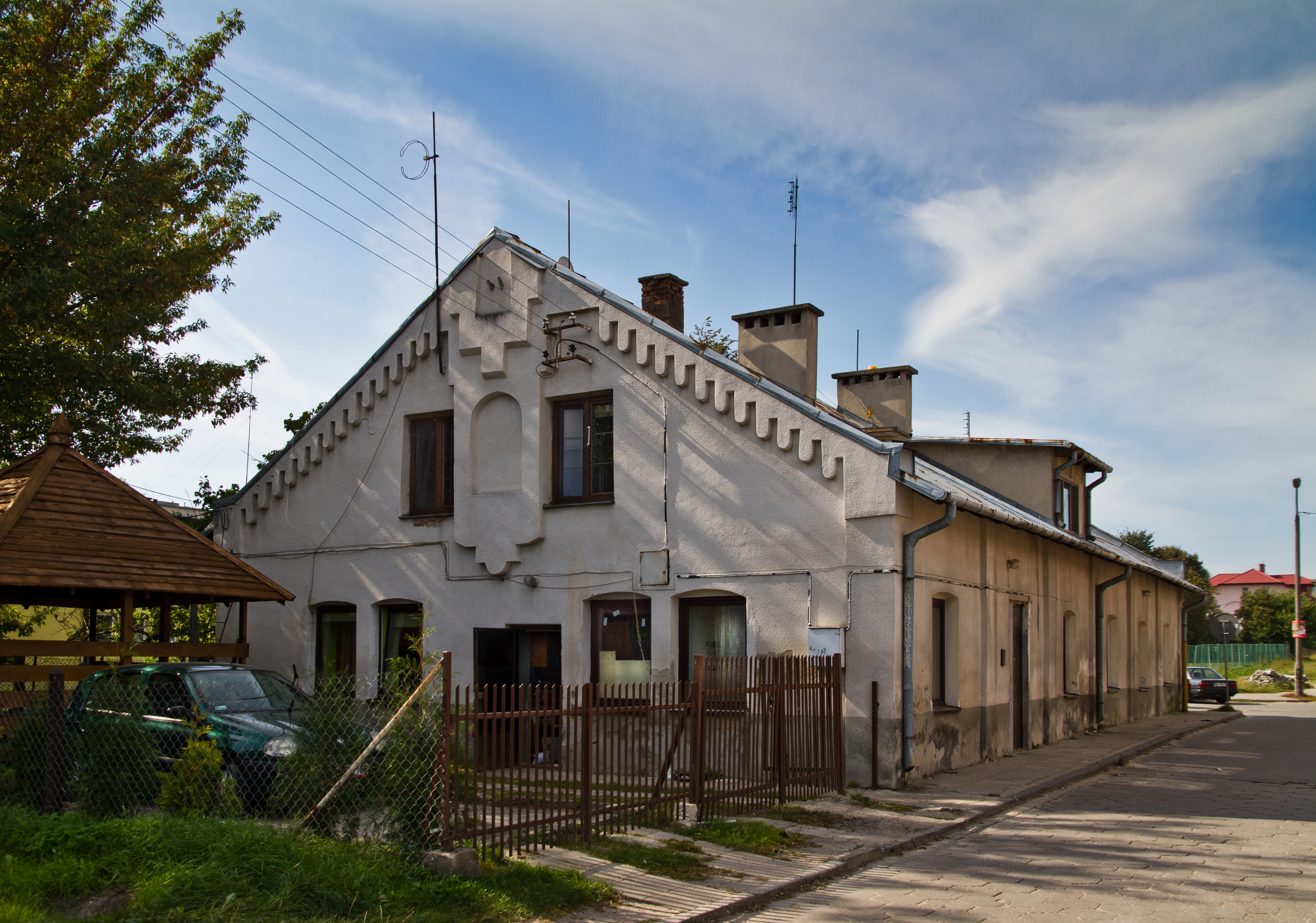
Mykwa

Mykwa w Makowie Mazowieckim – znajduje się przy ulicy Przasnyskiej 19. Została zbudowana najprawdopodobniej na początku XX wieku w stylu nawiązującym do neogotyku. Powstała na planie prostokąta, tynkowana na biało, parterowa z poddaszem nakrytym dwuspadowem dachem. Obecnie na pierwszym piętrze (poddaszu) znajdują się dwa lokale, zaś na parterze znajduje się sala treningowa Ludowego Stowarzyszenia Sportów Siłowych "Start", służąca do ćwiczenia podnoszenia ciężarów, oraz siłownia. W 2014 roku budynek przeszedł kapitalny remont.